# Station Lewin Kłodzki
Station Lewin Kłodzki is een spoorwegstation in de Poolse plaats Lewin Kłodzki.